# Carlo Sigismondi
Carlo Sigismondi (Le Creusot, 22 agosto 1880 – Roma, 22 luglio 1962) è stato un ingegnere, militare e politico italiano.

## Biografia
Figlio di un ingegnere del genio navale si laurea in ingegneria civile nella scuola superiore navale di Genova, dove è ammesso nel 1893 intraprendendo la carriera militare. Dopo la laurea (12 dicembre 1900), segue un corso di perfezionamento alla scuola elettrotecnica Galileo Ferrari. Destinato al ministero della marina dal 1908 al 1920 è assegnato alla direzione generale per le nuove costruzioni, di cui è a capo dal 1918. Si trasferisce successivamente a Napoli, dove è vice direttore delle costruzioni navali al dipartimento marittimo e capo dell'ufficio tecnico del genio navale. Negli anni trenta lavora in pianta stabile alle progettazioni navali necessarie per l'incremento e l'ammodernamento della flotta italiana: da capo del Comitato progettazione navale del ministero della marina firma, tra gli altri, il progetto dell'incrociatore Duca degli Abruzzi e promuove la costruzione di gran parte delle unità impiegate nella seconda guerra mondiale.

## Carriera militare
- 9 agosto 1898 - guardiamarina
- 24 agosto 1901 - ingegnere di seconda classe nel Genio Militare della Marina
- 20 marzo 1904 - tenente
- 15 settembre 1904 - capitano
- 8 ottobre 1916 - maggiore
- 26 maggio 1918 - tenente colonnello
- 21 dicembre 1924 - colonnello
- 5 aprile 1934 - maggiore generale
- 14 febbraio 1925 - tenente generale